# La figlia del diavolo (film 1952)
La figlia del diavolo è un film italiano del 1952, diretto da Primo Zeglio.

## Trama
Napoli 1860, fine del regno Borbonico. Alla villa del conte Sereni, un noto liberale, si presenta il barone Tucci. L'uomo è in realtà un ufficiale borbonico degradato che spera in una riabilitazione; ben presto però si accorge che la moglie del conte Sereni è una sua vecchia fiamma. La donna oltretutto sta pensando di uccidere suo marito per entrare in possesso della ricca eredità.